# Herschbach (Kesselinger Bach)
Der Herschbach ist ein 12,7 km langer, linker und südlicher Nebenfluss des Kesselinger Bachs im rheinland-pfälzischen Landkreis Ahrweiler.

## Geographie

### Verlauf
Der Herschbach entspringt weniger als zwei Kilometer östlich des Gipfels der Hohen Acht (746,9 m ü. NHN) in der Nähe der Ortschaft Jammelshofen der Ortsgemeinde Kaltenborn. Die Quelle liegt etwa 500 m östlich des Ortes in einer kleinen Waldschlucht auf 541 m ü. NHN, über der nahe auf dem Kamm die Bundesstraße 412 („Ardennenstraße“) läuft. Von hier aus fließt der Bach zunächst in nordwestlicher Richtung, ab dem gleich passierten Jammelshofen begleitet von der Kreisstraße 23, die dann in Kaltenborn, das ebenfalls links0 auf dem Hang liegt, in die Landesstraße 90 einmündet, die im ganzen weiteren Verlauf Talstraße ist.
Etwa einen Kilometer unterhalb von Kaltenborn wendet er sich für etwa zwei Kilometer auf Nordostkurs bis zum Ortsteil Herschbach, wonach er bis zuletzt ziemlich genau nördlich fließt. Zwischen diesem Ort und dem etwa drei Kilometer talabwärts folgenden Weidenbach wechselt er dabei in die Gemeinde Kesseling über. Im namengebenden Hauptort der Ortsgemeinde mündet er weitere etwa dreieinhalb Fließkilometer weiter von links und Süden in den dort von Osten kommenden Ahr-Zufluss Kesselinger Bach.
Andere Quellen lassen den Kesselinger Bach selbst erst in Kesseling aus dem Zusammenfluss von linkem Herschbach und dem auch als Staffeler Bach bezeichneten rechten Oberlauf des Kesselinger Baches entstehen.

### Einzugsgebiet und Zuflüsse
Auf seinem 12,7 km langen Weg verliert der Bach 312 Meter an Höhe, womit er ein mittleres Sohlgefälle von 18 ‰ hat. Das 36,7 km² große Einzugsgebiet entwässert über den Kesselinger Bach, die Ahr und den Rhein zur Nordsee.
| Stat. in km | Name                        | GKZ         | Lage   | Länge in km | EZG in km² |
| ----------- | --------------------------- | ----------- | ------ | ----------- | ---------- |
| 012,10      | Jammelshofener Bach         |             | links0 | 000,3000    |            |
| 010,20      | Seiffenbach                 | 2718746-12  | links0 | 001,0770    | 0001,4360  |
| 009,50      | Hohe-Achter Bach (Odenbach) | 2718746-14  | links0 | 002,5300    | 0001,9080  |
| 009,10      | Schenkbach                  | 2718746-2   | links0 | 002,2830    | 0001,7710  |
| 007,70      | Kackenbach (auch Kakenbach) | 2718746-4   | rechts | 002,5490    | 0004,1430  |
| 006,70      | Alchenbach                  | 2718746-6   | links0 | 003,7950    | 0005,1350  |
| 006,30      | Schwaderbach                | 2718746-8   | rechts | 002,6590    | 0002,8200  |
| 005,20      | Weitscheider Bach           | 2718746-912 | links0 | 000,6790    | 0000,4550  |
| 004,70      | Tomichbach                  | 2718746-914 | rechts | 001,2550    | 0002,1180  |
| 004,30      | Kammersbach                 | 2718746-929 | rechts | 001,2070    | 0000,8830  |
| 003,90      | Weidenbach                  | 2718746-932 | rechts | 001,4420    | 0001,1030  |
| 002,50      | Bach von der Hohen Nück     | 2718746-949 | links0 | 001,7510    | 0001,6010  |
| 002,60      | Thongraben                  | 2718746-992 | rechts | 000,6940    | 0000,5420  |
| 001,70      | Kesselinger Bach            | 2718746-994 | links0 | 000,9130    | 0000,6470  |

Anmerkungen zur Tabelle
1. ↑  Gewässerkennzahl, in Deutschland die amtliche Fließgewässerkennziffer mit zur besseren Lesbarkeit eingefügtem Trenner hinter dem Präfix, das einheitlich für den allen gemeinsamen Vorfluter Herschbach steht.
2. ↑  Die Angaben für Länge, Einzugsgebiet und Stationierung wurden auf der Deutschen Grundkarte 1:5000  im Kartendienst des Landschaftsinformationssystems der Naturschutzverwaltung Rheinland-Pfalz (LANIS-Karte) (Hinweise) manuell abgemessen und sind deshalb entsprechend ungenau.